# 颜议
颜议，字定伯，明朝山东承宣布政使司兖州府曲阜县（今山东省曲阜市）人，复圣颜回的第六十代孙。

## 生平
洪武初年，朝廷任命颜子第五十七代孙、颜议的曾祖父颜池（字德裕）为宣德府学教授。洪武十五年（1382年），颜池改任三氏学教授，负责祭祀事宜。颜池子颜拳，字克膺；颜拳之子颜希仁，字士元。景泰三年（1452年），颜希仁被巡按御史顾躭弹劾，朝廷下诏罢免颜希仁，征召颜希惠担任翰林院五经博士。天顺六年（1462年），因颜希惠并非嫡子，仍以颜希仁的长子颜议担任翰林院五经博士。成化元年（1465年）获赐京城宅第，入朝觐见时，朝廷特许其乘驿车往返，此后成为惯例。

## 子孙
- 颜鋐，字宗器，成化十八年（1478年）袭职
  - 颜重德，字尚本，正德二年（1507年）袭职
    - 颜从祖，字守嗣，嘉靖九年（1530年）袭职，无子，嘉靖四十一年（1562年），以颜从祖叔父颜重礼的长子颜肇先为嗣

  - 颜重礼
    - 颜肇先，字启源，嘉靖四十一年（1562年）袭职
      - 颜嗣慎，字用修，万历三年（1575年）袭职
        - 颜胤宗，颜嗣慎长子，未袭而卒，其弟颜胤祚袭职
          - 颜伯贞，字叔节，于万历二十七年（1599年）袭职，颜伯贞去世时，子嗣尚幼，其弟颜伯廉袭职
            - 颜光鲁，颜伯贞子，天启二年（1622年）袭职
              - 颜绍统
              - 颜绍绪，颜绍统弟，崇祯十四年（1641年）袭职
                - 颜懋衡，清康熙五年（1666年）袭职
                  - 颜崇敷，康熙四十一年（1702年）袭职
                    - 颜怀礼，康熙五十五年（1716年）袭职
                    - 颜怀襗，颜怀礼弟，雍正六年（1728年）袭职
                      - 颜士埰，乾隆三十六年（1771年）袭职

                    - 颜怀禧
                      - 颜士庄
                        - 颜锡嘏，乾隆四十七年（1782年）袭职
                          - 颜振佑，道光元年（1821年）追赠
                          - 颜振吉，颜振佑弟，嘉庆十九年（1814年）袭职

                - 颜懋行
                  - 颜崇？
                    - 颜怀？
                      - 颜士？
                        - 颜锡璋
                          - 颜振淇
                            - 颜承裔，颜懋行七世孙，袭职翰林院五经博士
                              - 颜景堉，字养斋，号云峰道人。光绪十三年（1887年）承袭翰林院五经博士，主奉祀事。民国3年（1914年）改授复圣颜子奉祀官，主祀事。民国7年（1918年）逝世
                                - 颜世镛，颜景堉长子，字冠声，号正宣，民国7年（1918年）承袭颜子奉祀官，主奉祀事。民国24年（1935年）由国民政府再次颁布，袭复圣奉祀官。6月在南京举行就职典礼。民国38年（1949年）留在中国大陆。担任山东省文史馆聘为研究员，当选为曲阜县第二届政协委员，三届、四届政协常务委员，1975年病逝

          - 颜伯廉，字叔清，颜伯贞弟，万历三十四年（1606年）袭职

        - 颜胤祚，字永锡，颜嗣慎次子，万历十七年（1589年）袭职，颜胤祚博学好义，待颜胤宗之子颜伯贞成年后，便将职位让给了他[3]